# Kohlenmischanlage
In einer Kohlenmischanlage werden verschiedene Kohlesorten für die weitere Verwendung gemischt, um eine gleichmäßige Kohlequalität für den jeweiligen Zweck optimiert zu erhalten. 

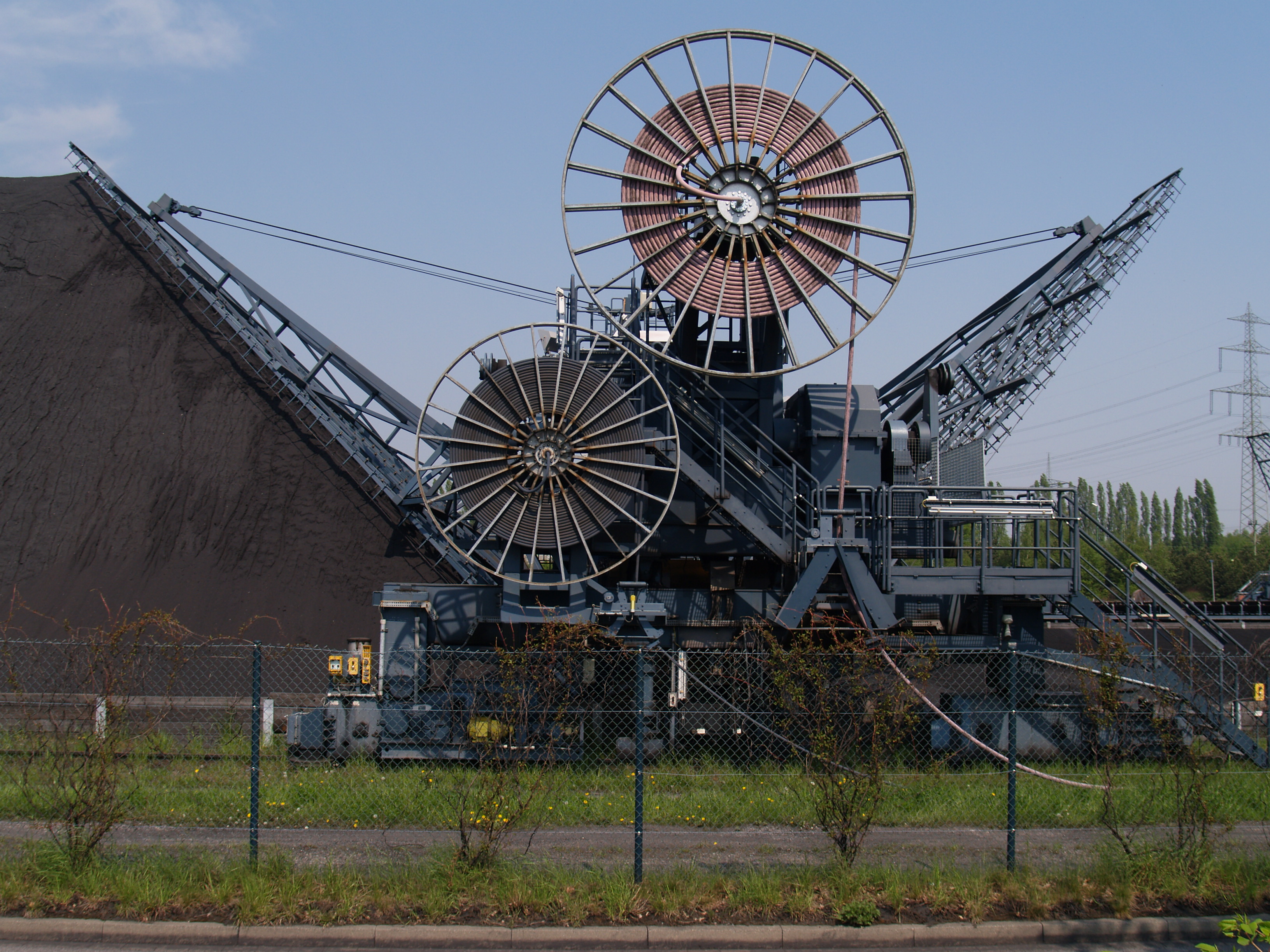
Kohlenmischmaschine bei der Abtragung der Kohlenschüttung links

Die verschiedenen Sorten der Steinkohle enthalten, je nach Lagerstätte, unterschiedliche Beimengungen verschiedenen Stoffe, insbesondere:
- leicht flüchtige Bestandteile
- Asche
- Schwefel

Die Mischung geschieht durch eine gleichmäßige Verteilung der angelieferten Kohle in Schichten verschiedener Dicke übereinander, ähnlich der horizontalen Schichtung einer Torte. Wie bei einer Torte die Entnahme senkrechter Scheiben je Scheibe sämtliche Bestandteile enthält, so wird auch durch schräge Abtragung der Aufschüttung die Kohle gemischt entnommen. 
Auf diese Weise kann zum Beispiel für eine Kokerei für Hüttenkoks eine gleichmäßige Stabilität der Koksbrocken erreicht werden, damit die Schüttung bei der Erzreduktion im Hochofen nicht in sich zusammen sackt.   
Bei der Verbrennung im Kraftwerk mit Rauchgasentschwefelung muss zum Beispiel der Schwefelanteil der Kraftwerkskohle so eingestellt sein, dass die Anlage im optimalen Bereich betrieben werden kann.